# Andriana tsaratananensis
Andriana tsaratananensis là một loài thực vật có hoa trong họ Hoa tán. Loài này được (Humbert) B.-E.van Wyk mô tả khoa học đầu tiên năm 1999.